# Mänsklig förbättring
För Julian Savulescu och Nick Bostrom bok, se Human Enhancement.

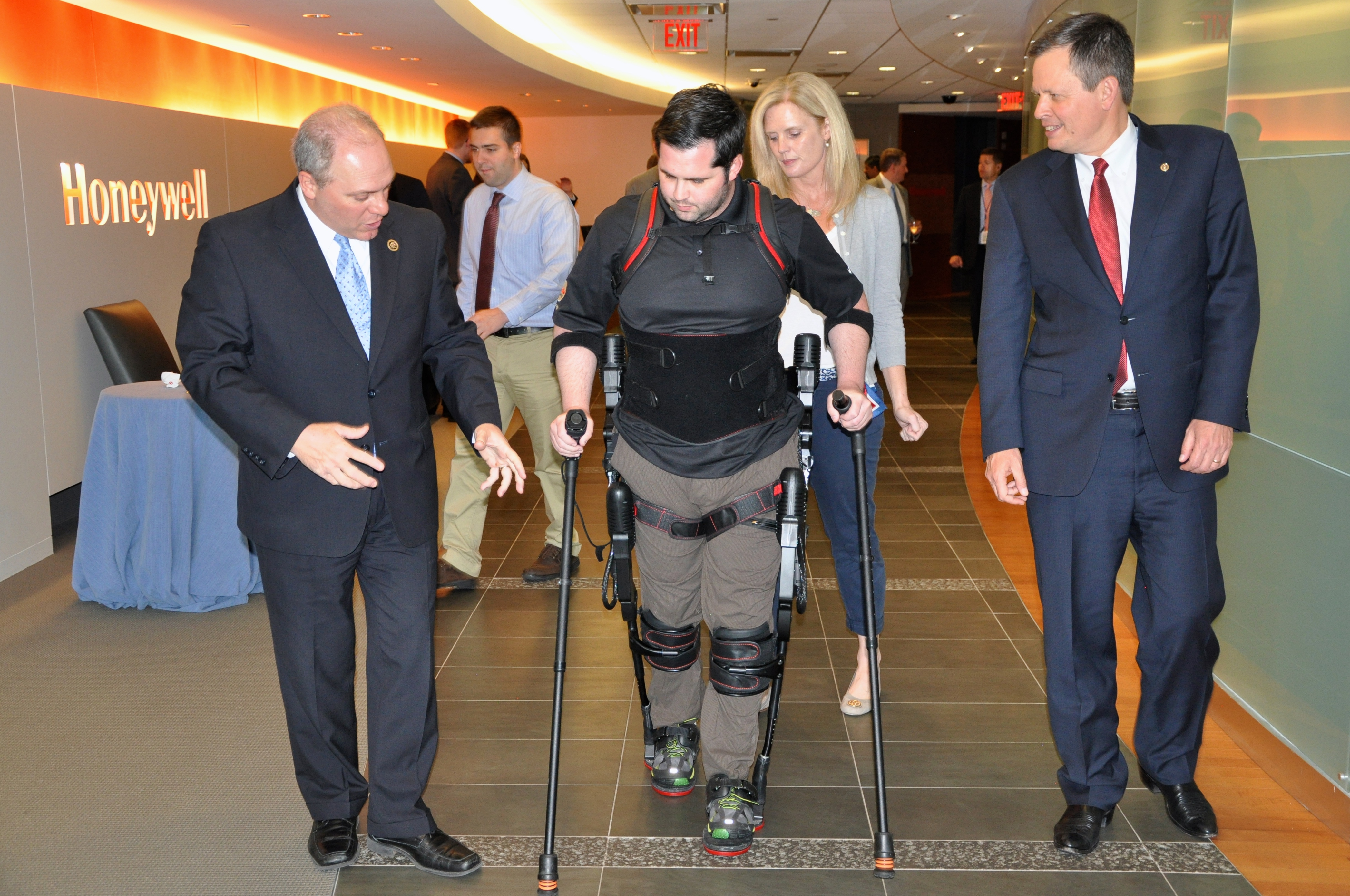
En paralyserad krigsveteran går med hjälp av ett artificiellt exoskelett.

Mänsklig förbättring (Human Enhancement) är ett samlingsnamn på de naturliga eller artificiella medel med vilka det antingen permanent eller tillfälligt går att förbättra människans fysiska eller psykiska tillstånd och på så sätt överskrida kroppens biologiska begränsningar.

## Teknik och Tillämning

### Existerande teknik
Begreppet "mänsklig förbättring" används oftast i ett gentekniskt sammanhang och tekniker som nanoteknik, bioteknik, informationsteknik och kognitionsvetenskap spelar då en central roll. Oftast är avsikten att förbättra kognitiva, fysiska, motoriska och dylika prestationer hos människan. Några av de tekniker som används nu är bland annat: 
- Fysiska:
  - Ortodonti och plastikkirurgi
  - Doping
  - Protes och artificiella exoskelett
- Psykiska:
  - Nootropika
  - Mobiltelefoner, datorer och Internet kan också klassas som mänsklig förbättring eftersom de kan användas för att förbättra den mentala prestationen.

### Teoretisk teknik
En rad spekulativa tekniker för mänsklig förbättring är "mind uploading" (en process i vilken hjärnan emuleras) och "brain-machine interface" (BMI). Inom BMI möjliggörs kommunikationen mellan nervceller och teknisk apparatur. En dator skulle på så sätt både kunna ladda upp information i hjärnan och också avläsa denna.

## Moraliska dilemman
Teknikerna kring mänsklig förbättring är direkt kopplade till en rad moraliska dilemman. Ett av de mest omdiskuterade är på vilket sätt forskningen och tekniken ska prioriteras och fördelas. Ett annat praktiskt problem är frågan om huruvida patent ska kunna tas på teknikerna.